# Ossétie

Ossétie du Nord et Ossétie du Sud

L’Ossétie est une région du nord du massif du Caucase, peuplée principalement d’Ossètes et située de part et d’autre de la ligne de crête, que traverse la passe de Darial ou « passe des Alains » (« Alanie » étant l’autre nom de l’Ossétie).

## Présentation
Politiquement, elle est formée de deux entités :
- l’Ossétie du Nord-Alanie, république autonome membre de la fédération de Russie, issue de l’ancienne république autonome soviétique agrandie en 1944 à l’occasion de la déportation des Ingouches par Staline, de la partie est du raïon Prigorodny au détriment de l’Ingouchie voisine (effacée de la carte jusqu’en 1992) ;
- l’Ossétie du Sud-Alanie, ancien oblast autonome géorgien sous l’Union soviétique, qui a fait sécession de la Géorgie en 1992 à l’occasion de la première guerre d’Ossétie du Sud ; après la deuxième guerre d'Ossétie du Sud en 2008, son indépendance a été reconnue par la Russie, la Syrie[1], le Nicaragua[2], le Venezuela[3] et l’île de Nauru[4], ainsi que par l’Abkhazie et la Transnistrie (deux États non membres de l’ONU)[5] ; l’indépendance de l’Ossétie du Sud reste contestée par la Géorgie et n’est pas reconnue par l’ONU.